# Zli Dol
Zli Dol (en serbe cyrillique : Зли Дол) est un village de Serbie situé dans la municipalité de Bosilegrad, district de Pčinja. Au recensement de 2011, il comptait 136 habitants.

## Démographie

### Évolution historique de la population
| 1948 | 1953 | 1961 | 1971 | 1981 | 1991 | 2002 | 2011 |
| ---- | ---- | ---- | ---- | ---- | ---- | ---- | ---- |
| 557  | 583  | 495  | 420  | 324  | 230  | 193  | 136  |

|  |